# Kenan Çoban
Kenan Çoban (* 22. Januar 1975 in Elazığ) ist ein türkischer Schauspieler.

## Leben und Karriere
Çoban wurde am 22. Januar 1975 in Elazığ geboren. Sein Debüt gab er 2003 in der Fernsehserie 2003 Tal der Wölfe. Anschließend bekam er in dem Film Tal der Wölfe – Irak die Hauptrolle. Unter anderem spielte er 2011 in dem Film Tal der Wölfe – Palästina die Hauptrolle. Von 2015 bis 2020 war er in der Serie Eşkıya Dünyaya Hükümdar Olmaz zu sehen. 2017 heiratete er Helin Nazlı. Außerdem trat er 2018 in dem Film Bal Kaymak auf.

## Filmografie
Filme
- 2006: Tal der Wölfe – Irak
- 2011: Tal der Wölfe – Palästina
- 2018: Bal Kaymak

Serien
- 2003–2005: Tal der Wölfe
- 2007: Kurtlar Vadisi Terör
- 2007: Ayrılık
- 2011: Halil İbrahim Sofrası
- 2014: Beyaz Karanfil
- 2015–2020: Eşkıya Dünyaya Hükümdar Olmaz

Sendungen
- 2011: Burası Haftasonu
- 2018: Mesut Yar ile Laf Çok